# McLaren MP4/3
Chronologie des modèles (1987)
McLaren MP4/2C McLaren MP4/4
La McLaren MP4/3 est la monoplace de Formule 1 engagée par l'écurie McLaren Racing lors de la saison 1987 de Formule 1. Elle est pilotée par le Français Alain Prost, champion du monde en titre et le Suédois Stefan Johansson, en provenance de la Scuderia Ferrari. 
Développée par Steve Nichols après le départ de John Barnard, elle marque un recul de l'écurie qui ne parvient pas à conserver ses titres ni chez les pilotes ni chez les constructeurs. La voiture est remplacée par la McLaren MP4/4 en 1988.

## Historique
La saison commence par une victoire d'Alain Prost au Grand Prix du Brésil alors qu'il s'est élancé de la cinquième place. Stefan Johansson, qualifié en dixième position, parvient à se hisser sur la troisième marche du podium. À Saint-Marin, seul Johansson rallie l'arrivée, Prost ayant abandonné à cause d'un problème d'alternateur survenu au quatorzième tour. Le Grand Prix suivant disputé à Spa-Francorchamps voit Prost remporter une nouvelle victoire tandis que Johansson termine deuxième. Si aucune McLaren ne rallie l'arrivée à Monaco, Prost réussit néanmoins à se classer troisième lors des deux Grands Prix suivants.
Lors du Grand Prix de Grande-Bretagne et du Grand Prix d'Allemagne, Prost est victime de quelques problèmes de fiabilités de la part de sa MP4/3 et ne termine pas dans les points tandis que Johansson termine deuxième à Hockenheim. Le Français ramène tout de même les points de la troisième place obtenue en Hongrie, puis un point en Autriche. Le Grand Prix d'Italie s'avère difficile pour McLaren : si Johansson parvient à terminer sixième, Prost termine la course en quinzième et dernière position, avec quatre tours de retard sur le vainqueur Nelson Piquet.
Alain Prost signe sa dernière victoire de la saison au Grand Prix du Portugal ainsi qu'une deuxième place en Espagne, alors que son coéquipier monte sur la troisième marche du podium. Si le Suédois termine à nouveau deuxième au Japon, aucune McLaren ne rallie l'arrivée lors des deux autres dernières manches de la saison, disputées au Mexique et en Australie.
À la fin de la saison, McLaren Racing termine deuxième du championnat des constructeurs avec 76 points, loin derrière Williams F1 Team et ses 137 unités.

## McLaren MP4/3B

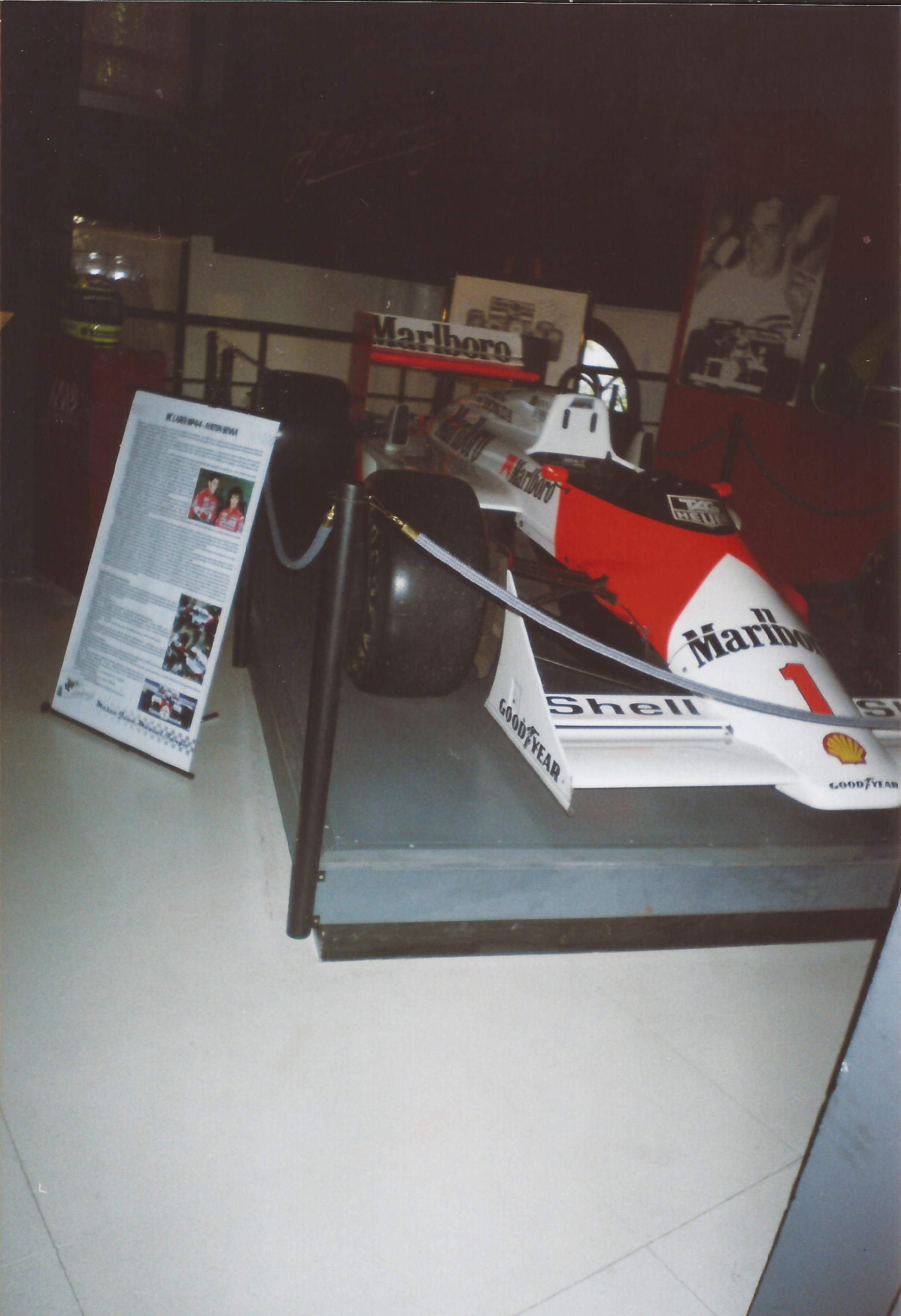
La McLaren MP4/3B exposée au musée Juan Manuel Fangio, en Argentine.

La McLaren MP4/3B est une monoplace de Formule 1 de type "test-car", conçue par McLaren dans le but de tester le nouveau moteur Honda.
Fin 1987, McLaren annonce que le motoriste japonais Honda remplace TAG Porsche. La McLaren MP4/3B, dérivée du modèle de course MP4/3, est spécialement destinée à étudier le comportement du nouveau moteur et son implantation dans un châssis McLaren. Un seul test est effectué, à Rio sur le circuit de Jacarepagua, début 1988.

## Résultats en championnat du monde de Formule 1
| Saison | Écurie                         | Moteur               | Pneumatiques | Pilotes          | Courses | Courses | Courses | Courses | Courses | Courses | Courses | Courses | Courses | Courses | Courses | Courses | Courses | Courses | Courses | Courses | Points inscrits | Classement |
| Saison | Écurie                         | Moteur               | Pneumatiques | Pilotes          | 1       | 2       | 3       | 4       | 5       | 6       | 7       | 8       | 9       | 10      | 11      | 12      | 13      | 14      | 15      | 16      | Points inscrits | Classement |
| ------ | ------------------------------ | -------------------- | ------------ | ---------------- | ------- | ------- | ------- | ------- | ------- | ------- | ------- | ------- | ------- | ------- | ------- | ------- | ------- | ------- | ------- | ------- | --------------- | ---------- |
| 1987   | Marlboro McLaren International | TAG Porsche P01 T V6 | Goodyear     |                  | BRÉ     | SMR     | BEL     | MON     | DET     | FRA     | GBR     | ALL     | HON     | AUT     | ITA     | POR     | ESP     | MEX     | JAP     | AUS     | 76              | 2e         |
| 1987   | Marlboro McLaren International | TAG Porsche P01 T V6 | Goodyear     | Alain Prost      | 1er     | Abd.    | 1er     | 9e      | 3e      | 3e      | Abd.    | 7e      | 3e      | 6e      | 15e     | 1er     | 2e      | Abd.    | 7e      | Abd.    | 76              | 2e         |
| 1987   | Marlboro McLaren International | TAG Porsche P01 T V6 | Goodyear     | Stefan Johansson | 3e      | 4e      | 2e      | Abd.    | 7e      | 8e      | Abd.    | 2e      | Abd.    | 7e      | 6e      | 5e      | 3e      | Abd.    | 3e      | Abd.    | 76              | 2e         |

Légende : ici 